# Kevin De Winter
Kevin De Winter (* 20. September 1971 in Marktheidenfeld) ist ein deutscher Schlagersänger.

## Biografie
De Winter kommt aus einer musikalischen Familie. Im Alter von 12 Jahren trat er als Solist auf, mit 14 Jahren gründete er eine Tanz- und Stimmungskapelle. Mit dieser Formation trat er mehr als 12 Jahre lang auf Volksfesten und Vereinsfeiern auf. Zusätzlich leitete er über 10 Jahre lang einen Frauenchor, der mit Gospel, modernen Kirchenliedern und traditionellem Liedgut bei Festlichkeiten und Veranstaltungen mitwirkte.
Parallel zu seinen Aktivitäten als Bandleader und Chorleiter fing er an, nach neuen Projekten Ausschau zu halten. Im Jahr 2003 produzierte er seine erste Single Du hast mich niemals weinen sehn, die ihm einen Achtungserfolg einbrachte. Mit dem Titel belegte er fünfmal in Folge Platz 1 bei der Schlagerparade von Radio Bayern 1 und erreichte einen Stimmenanteil von bis zu 43 %.
Mit Texten von Bernd Meinunger, Peter und Gaby Wessely sowie mit Musik von Wolfgang Herrmann und Willy Klüter konnte Kevin de Winter weitere Erfolge erzielen, unter anderem mit dem Titel Es war so. Im April 2006 entschied de Winter mit Tränen der Engel die Fernsehhitparade „Schlager, Volksmusik und mehr“ für sich. Es folgten weitere Fernsehauftritte, unter anderem bei „Lieder, Land und Leute“, „Das Musikkarussell“ (im europaweiten k-TV) und im „Fernsehgarten“.
Ebenfalls im  Jahr 2006 erschien die CD Schloß Hexenagger Winterzauberland. Bei Konzerten in der Adventszeit erreichte de Winter bis zu 30000 Menschen. Im Dezember 2007 lud ihn das Bayerische Fernsehen in die Sendung „Advent, Advent...live vom Rothenburger Reiterlesmarkt“ ein.
Der Produzent Ray Watts, der unter anderem auch DJ Ötzi betreut, nahm Kevin de Winter im Februar 2008 unter Vertrag. Nach einjähriger Zusammenarbeit kam im März 2009 de Winters Album Egal was ist heraus.
2013 sorgte Kevin De Winter als Hochstapler für Schlagzeilen.

## Diskografie
- 2003: Engel der Sinfonie
- 2004: Es war so
- 2005: Du hast mich niemals weinen sehn
- 2006: Schlager zum Verlieben
- 2006: Schloß Hexenagger Winterzauberland
- 2008: Wenn die Fischer aus dem Hafen zieh'n
- 2009: Egal was ist